# 沙令
沙令位于馬來西亞柔佛州古來县的城鎮。南下不遠爲士乃，邻近士乃国际机场。沙令是依斯干達經濟特區涵盖之地區之一，起初為一座名為甘榜巴魯（Kampung Baru）的新村。

## 設施
- 沙令華小[4]
- 图书馆
- 篮球场

## 交通
- 在新山中央車站乘座（T30, 777, 777B, A1, BET1, JPO1, S&S 7）號巴士[5]
- 在拉慶中央車站乘座（2, 13, 777, 888, JPO1）號巴士[5]
- 乘座P-401號和谐巴士（Muafakat Bus）[6]